# Зинина, Клавдия Васильевна
Клавдия Васильевна Зинина (девичья фамилия Болдырева; род. 1929) — советский работник сельского хозяйства, Герой Социалистического Труда.

## Биография
Родилась 11 декабря 1929 года в селе Никольское Пензенской области. В пятилетнем возрасте осталась без матери.
Окончила шесть классов начальной школы в селе Шигоны. С четырнадцати лет начала трудовую деятельность в совхозе «Пионер» Шигонского района Куйбышевской (ныне Самарской) области; сначала работала сначала подпаском, затем свинаркой. В отсутствие механизации свинаркам вручную необходимо было накормить, напоить, почистить и выходить маленьких поросят.
С 1960 года Клавдия Васильевна целиком была занята на откорме поросят. Когда в 1962 году в совхозе был взят курс на механизацию трудоемких процессов в свиноводстве, в первую очередь был реконструирован свинарник-откормочник на втором отделении, где она работала уже вместе с мужем. В этом же году областная газета писала: «Работая на отделении, они вдвоём с мужем откормили и сдали государству почти пять тысяч свиней общим весом 4 638 центнеров. Мало это или много? Обратимся к другим цифрам. Хозяйство в минувшем году сдало государству 9 760 центнеров мяса, в том числе 6 тысяч центнеров свинины. Выходит, что половина сданной продукции прошла через их руки».
За годы 8-й пятилетки (1966—1970) Клавдией Васильевной было откормлено 21 тысяча 546 свиней общим весом 21 тысяча 796 центнеров. Указом Президиума Верховного Совета СССР от 8 апреля 1971 года за выдающиеся успехи, достигнутые в развитии сельскохозяйственного производства и в выполнении пятилетнего плана продажи государству продуктов земледелия и животноводства Зининой Клавдии Васильевне присвоено звание Героя Социалистического Труда с вручением ордена Ленина и золотой медали «Серп и Молот».
К. В. Зинина была участницей Выставки достижений народного хозяйства СССР, была удостоена знака «Отличник социалистического соревнования в животноводстве РСФСР».
В совхозе «Пионер» она проработала тридцать девять лет. Выйдя на заслуженный отдых, жила в селе Новое Белоключье в Шигонском районе Самарской области. В настоящее время живёт в селе Шигоны. Героиня пользуется заслуженным авторитетом среди сельчан, её приглашают на встречи с молодежью, где она делится воспоминаниями о годах своего труда.
Решением Собрания Представителей муниципального района Шигонский № 86 от 02.11.2011 года Клавдии Васильевне Зининой присвоено звание «Почетный гражданин муниципального района Шигонский».